# إميلي لورينغ
إميلي لورينغ (بالإنجليزية: Emilie Loring)‏ (1864، بوسطن في الولايات المتحدة - 13 مارس 1951 في الولايات المتحدة)؛ روائية أمريكية.